# Histoires d'envahisseurs
Histoires d’envahisseurs est le dix-septième tome, et le cinquième volume de la deuxième série, de La Grande Anthologie de la science-fiction.
Préfacé par Gérard Klein, il réunit dix-neuf nouvelles et a été publié en 1983.

## Publication
- Gérard Klein (dir.), Histoires d'envahisseurs, Le Livre de poche no 3779, 1983, 445 p., 11 × 16,5 cm  (ISBN 2-253-03149-6).

## Extrait de la préface
« L'invasion est un événement si commun de l'histoire humaine qu'elle aurait pu constituer très tôt un des thèmes principaux de la science-fiction naissante. Tous les ingrédients nécessaires étaient préexistants. L'hypothèse de la pluralité des mondes habités remonte à l'Antiquité. Celle du voyage interplanétaire est presque aussi ancienne, même si les procédés invoqués doivent, jusqu'au siècle dernier au moins, plus à la fantaisie qu'à la spéculation scientifique. (…)

Il est vrai que dans bon nombre d'histoires, les envahisseurs ressemblent aux Terriens comme des frères : notamment dans celles qui remontent aux heures point si révolues de la guerre froide. Plus originales sont celles où l'envahisseur, d'abord inintelligible et peut-être destiné à le rester, fait figure de retour, dans le conscient, du refoulé dans l'inconscient : c'est alors le désir qui fait figure d'intrus. Meurtre du père dans la nouvelle de Dick, aspiration à la liberté dans celle de Benford, vertige de l'anéantissement dans celle de Terry Carr, désir sexuel inassouvissable dans celles de Théodore Sturgeon. (…)

Ainsi l'envahisseur apparaît-il dans la panoplie des thèmes de la science-fiction comme le miroir par excellence tendu à l’humanité. Ce qui justifie sans doute la crainte que notre espèce semble inspirer, selon la plupart de nos auteurs, à ses voisins dans l’univers. Le singe nu n’a pas fini, hélas ! de montrer les dents et les poings. »
— Extraits de la préface, dont 1er et dernier paragraphes

## Nouvelles

### La Saison du serpent de mer
- Nouvelle de Cyril M. Kornbluth
- Titre original : The Silly Season
- Nouvelle trad. anonyme de l’anglais, initialement paru dans The Magazine of Fantasy & Science Fiction no 4, automne 1950.
- Résumé :  Des témoignages de visions d’engins extraterrestres font la une des journaux et provoquent une certaine hystérie. Plus tard, d’étranges phénomènes se produisent encore, mais l’intérêt des foules progressivement lassées finit par disparaître. Alors, la véritable invasion par les Martiens peut s’accomplir.

### Les Présents des Dieux
- Nouvelle de Jay Williams (en)
- Titre original : Gifts of the Gods
- Nouvelle trad. de l’anglais par Arlette Rosenblum, initialement paru dans The Magazine of Fantasy & Science Fiction no 131, avril 1962.
- Résumé :  Des visiteurs extraterrestres arrivent sur Terre pour apporter de l’aide aux humains qui selon eux ont acquis un certain niveau de sagesse. Mais les bénéficiaires de leurs cadeaux ne seront finalement pas les nations qui se considèrent comme les plus civilisées.

### Pour servir l'homme
- Nouvelle de Damon Knight
- Titre original : To Serve Man
- Nouvelle trad. de l’anglais par Pierre Versins, initialement parue dans Galaxy Magazine no 2, novembre 1950 sous le titre original.

### Les Arriérés
- Nouvelle de Poul Anderson
- Titre original : Backwardness
- Nouvelle trad. de l’anglais par P. J. Izabelle, initialement paru dans The Magazine of Fantasy & Science Fiction, mars 1958.
- Résumé :  Des émissaires viennent proposer aux Terriens d’intégrer la Fédération galactique. Leur développement technologique est manifestement très avancé. Mais en est-il de même de leur intelligence ?

### Les Escargots de Bételgeuse
- Nouvelle de William Tenn
- Titre original : Betelgeuse Bridge
- Nouvelle trad. anonyme de l’anglais initialement paru dans Galaxy Magazine no 7, avril 1951.
- Résumé :  Des visiteurs extraterrestres, en forme de gastéropodes, se montrent attentionnés et généreux envers les humains, bien que leurs technologies et leur psychologie soient plutôt incompréhensibles. En échange d’appareils permettant de prolonger la vie, ils s’approprient la totalité des matériaux radioactifs de la Terre. Les humains se rendent finalement compte qu’ils ont été bernés ; ils préparent alors leur revanche.

### Le Tout et la Partie
- Nouvelle de William Tenn
- Titre original : Party of the Two Parts
- Nouvelle trad. de l’anglais par Michel Deutsch, initialement paru dans Galaxy Magazine no 45, août 1954.
- Résumé :  La Terre est surveillée par des policiers galactiques. Ceux-ci ont fort à faire pour gérer les conséquences juridiques lorsqu’un extraterrestre fugitif en forme d’amibe remet à un Terrien des photos considérées par sa propre race comme pornographiques

### La Guerre des mondes
- Auteurs : Howard Koch, Anne Froelick et Orson Welles
- Titre original : War of the Worlds, texte de l’émission diffusée le 30 octobre 1938 sur CBS dans le cadre du Mercury Theater on Air et publié par la suite dans Invasion from Mars : Interplanetary Stories en 1949.
- Traduit de l’anglais par Frank Straschitz.

### Le Père truqué
- Nouvelle de Philip K. Dick
- Titre original : The Father-Thing
- Nouvelle traduite de l’anglais par Alain Dorémieux, initialement paru dans The Magazine of Fantasy & Science Fiction no 43, décembre 1954.
- Résumé : un jeune garçon découvre que sa famille est en train d'être remplacée par d'horribles simulacres. Alors que son tour va venir, il réussit à tuer l'insecte extraterrestre qui "pond" les créatures.

### Les Miroirs de la mer
- Nouvelle de Gregory Benford
- Titre original : And the Sea like Mirrors
- Nouvelle traduite de l’anglais par Bernard Raison, initialement paru dans Again, Dangerous Visions, 1972.
- Résumé :  Des créatures extraterrestres ont conquis les océans et chassent les rares humains qui naviguent encore. Sur un radeau de fortune, un couple dérive, sombrant progressivement dans le délire et la folie. Une terre apparaît, signe de salut, sauf si les envahisseurs entament une nouvelle étape de leur évolution.

### Les Couleurs de la peur
- Nouvelle de Terry Carr
- Titre original : The Colors of Fear
- Nouvelle traduite de l’anglais par Bernard Raison, , initialement parue dans New Dimensions, IV, 1974.
- Résumé :  Des créatures lumineuses ont envahi la planète et anéanti la population en absorbant les humains dans des explosions de couleurs. Les derniers survivants se sont retranchés dans une ville sécurisée. Mais certains d’entre eux choisissent délibérément d’aller vers leur destin tragique.

### Le Singe vert
- Nouvelle de Theodore Sturgeon
- Titre original : Affair with a Green Monkey
- Nouvelle traduite de l’anglais par P. J. Izabelle, initialement paru dans Venture Science Fiction Magazine no 3, mai 1957.
- Résumé :  Un couple recueille et soigne un homme victime d’une agression homophobe. Le mari, bourru et condescendant, lui conseille de faire preuve de plus de virilité. Puis la femme, tombée amoureuse, reconduit hors de la ville cet extraterrestre, manifestement bien plus viril que tout humain.

### La Mézon de l’orreure
- Nouvelle de Margaret Saint-Clair
- Titre original : Horrer Howce
- Traduction anonyme de l’anglais ; nouvelle initialement parue dans Galaxy Science Fiction no 67, juillet 1956.
- Résumé :  Un homme, doué en techniques de communication, a réussi à entrer en contact avec des créatures monstrueuses. Il les utilise en vendant des attractions pour galeries d’horreurs. Mais certaines de ces créatures sont très dangereuses.

### L’Œuf d’or
- Nouvelle de Theodore Sturgeon
- Titre original : The Golden Egg
- Nouvelle traduite de l’anglais par George W. Barlow, initialement paru dans Unknown no 26, août 1941.
- Résumé :  Un être ovoïde appartenant à une race très ancienne et très évoluée, mais qui se meurt, quitte son monde et parvient sur Terre. Il va essayer de comprendre la nature humaine, tant féminine que masculine, et laissera finalement une part de lui-même sur la planète.

### La Sentinelle
- Nouvelle de Arthur C. Clarke
- Titre original : The Sentinel
- Nouvelle traduite de l’anglais par Paul Hébert, initialement paru dans Ten Story Fantasy no 1, printemps 1951 sous le titre Sentinel of Eternity.

### La Puissance
- Nouvelle de Murray Leinster
- Titre original : The Power
- Nouvelle traduite de l’anglais par Frank Straschitz, initialement paru dans Astounding Science Fiction no 178, septembre 1945.
- Résumé :  Au XVè siècle, le dernier représentant d’une race échouée sur la Terre entreprend de transmettre les connaissances nécessaires à l’évolution de l’humanité. Mais les hommes de cette époque ont d’autres priorités, comme la richesse, le pouvoir, ou la lutte contre le mal.

### Chez les Terriens velus
- Nouvelle de R. A. Lafferty
- Titre original : Among the Hairy Earthmen
- Nouvelle trad. de l’anglais par Dominique Abonyi, initialement paru dans Galaxy Magazine no 142, août 1966.
- Résumé :  Des enfants extraterrestres se transportent sur Terre pour s’amuser ; ils jouent aux dieux, à la guerre, aux arts. En repartant, ils laissent de nombreuses traces de leur puissance, qui transforment la vie des Terriens.

### Culbute dans le temps
- Nouvelle de Chad Oliver
- Titre original : Pilgrimage
- Nouvelle trad. de l’anglais par Roger Durand, initialement paru dans The Magazine of Fantasy & Science Fiction no 81, février 1958.
- Résumé :  Des savants extraterrestres curieux collectent des informations et des objets sur la Terre. Un vieil homme grincheux, qui les a aidés, obtient une récompense étrange : être transporté dans le temps à l’époque du Far West, bien que cette culbute entraîne quelques désagréments collatéraux.

### L’Homme qui aima une Faïoli
- Nouvelle de Roger Zelazny
- Titre original : The Man Who Loved the Faioli
- Nouvelle trad. de l’anglais par Denise Hersant, initialement paru dans Galaxy Magazine no 147, juin 1967.
- Résumé :  La Terre est devenue le cimetière des morts de l’univers. Le gardien, mort lui-même, déclenche sa résurrection pour passer un dernier mois de plaisir avec une créature céleste.

### L’Homme et les Dieux
- Nouvelle de Arthur C. Clarke
- Titre original : History Lesson (ou Expedition to Earth).
- Nouvelle trad. de l’anglais par Paul Hébert, initialement parue dans Startling Stories, vol.19 no 2, mai 1949.
- Résumé :  Des explorateurs découvrent au bord de la Galaxie une planète qui se révèle habitable et leur rappelle leur propre monde condamné. Ils apparaissent comme des dieux aux yeux d’un indigène. Obligés de repartir vers leur monde lointain, ils quittent la Terre.